# 國立馬公高級中學
國立馬公高級中學，簡稱馬公高中、馬中、馬高、MKSH，是台灣澎湖縣唯一設有普通科的高級中等學校。

## 校史
前身原為「澎湖廳立馬公高等女子學校」，由末代澎湖廳長大田政作催生，創立於日治時期昭和18年（1943年），校地在今馬公市重慶里（合作金庫、太師傅）一帶，但歷經澎湖大空襲後校舍多處損壞。
二戰結束後隔年（1946年）改制為臺灣省立馬公中學，校址位於馬公市中興里。高初中男女生兼收，並增設二年制簡師班。
- 1948年（民國37年）：簡師班改四年制師範部。
- 1949年（民國38年）：白沙、湖西、西嶼3所縣立初級中學合併於本校。
- 1953年（民國42年）：師範部停招。
- 1958年（民國47年）：建分部於朝陽里。56 年將本部與分部合併，完成遷建於現今校址。
- 1970年（民國59年）：改制為台灣省立馬公高級中學。
- 1979年（民國68年）：附設高級商業進修補校。
- 2000年（民國89年）：2月1日改名「國立馬公高級中學」。

## 歷任校長
1945年後中華民國時期：
| 任別     | 姓名   |
| -------- | ------ |
| 第一任   | 高惠如 |
| 第二任   | 張開嶽 |
| 第三任   | 鄭繼孟 |
| 第四任   | 白文卿 |
| 第五任   | 汪沱   |
| 第六任   | 薛國忠 |
| 第七任   | 陳進福 |
| 第八任   | 林亨華 |
| 第九任   | 薛東埠 |
| 第十任   | 黃肇國 |
| 第十一任 | 丁志昱 |
| 現任     | 石仲哲 |

## 姊妹校
- 日本：靜岡縣立吉原高等學校
- 马来西亚：吉隆坡坤成中學[2]
- 美国麻薩諸塞州：威斯頓劍橋中學（英语：The Cambridge School of Weston）

## 相關連結
- 國立馬公高級中學（页面存档备份，存于）